# Percy Spencer
Percy LeBaron Spencer (Howland, 19 juli 1894 – 8 september 1970) was een Amerikaanse ingenieur en uitvinder. Hij werd bekend als de uitvinder van de magnetronoven.
Spencer werd geboren in Howland (Maine). Zijn vader stierf in 1897 en zijn moeder liet hem korte tijd later achter. Hij woonde daarna bij zijn tante en oom. Hij haalde nooit zijn diploma van de middelbare school, maar ging met twaalf jaar aan de slag als leerjongen in een fabriek, voordat hij in 1912 bij de Amerikaanse marine ging om radiotelegrafie te leren. Hij trad in de jaren 1920 in dienst van het defensiebedrijf Raytheon.
In 1941 produceerde Raytheon per dag 17 magnetrons, elektronenbuizen gebruikt om microgolven op te wekken. Deze microgolven vormen de basis van radar. Spencer ontwikkelde een meer efficiënte manier om ze te vervaardigen, door de onderdelen te ponsen en te solderen. Door zijn verbeteringen steeg de productie tot 2.600 per dag. Hij kreeg hiervoor de Distinguished Public Service Award van de marine.
In 1945 merkte hij dat, toen hij voor een magnetron in werking stond, er een chocoladereep in zijn zak smolt. Hij testte vervolgens met gepofte maïs, die al snel door de hele kamer vloog. Op basis van deze waarnemingen werd de magnetronoven ontwikkeld. Raytheon bracht in 1947 de eerste commerciële oven op de markt.
Spencer werd senior vice-president en senior lid van de raad van bestuur van Raytheon. Tijdens zijn carrière bij Raytheon werden er 300 octrooien op zijn naam gedeponeerd. 
- Library of Congress Control Number: no2012142807
- SNAC: w6ht672t
- Virtual International Authority File: 315534032
- WorldCat: E39PBJf8tPtcVB4JtPvWWgHgrq